# Канаброоя
Канаброоя — река в России, протекает по Карелии.
Исток — озеро Канаброярви у бывшего населённого пункта Канабра. Высота истока — 74,1 м над уровнем моря. Течёт на юг по границе Олонецкого (на левом берегу реки) и Питкярантского районов. Устье реки находится в 50 км от устья реки Эняйоки по левому берегу. Длина реки составляет 13 км.

## Данные водного реестра
По данным государственного водного реестра России относится к Балтийскому бассейновому округу, водохозяйственный участок реки — Водные объекты бассейна озера Ладожское без рек Волхов, Свирь и Сясь, речной подбассейн реки — Нева и реки бассейна Ладожского озера (без подбассейна Свирь и Волхов, российская часть бассейнов). Относится к речному бассейну реки Нева (включая бассейны рек Онежского и Ладожского озера).
Код объекта в государственном водном реестре — 01040300212102000011525.